# Ossido di renio(VII)
L'ossido di renio(VII) o eptossido di direnio è il composto binario di renio eptavalente con formula Re2O7. In condizioni normali è un solido giallo molto igroscopico. È l'ossido più stabile del renio, che in questo composto raggiunge il suo massimo stato di ossidazione, +7. Re2O7 è il principale composto di partenza per la sintesi di tutti i composti di renio.

## Sintesi
Re2O7 fu descritto per la prima volta nel 1929 da Ida Noddack e Walter Noddack. Il composto si forma per arrostimento all'aria di polvere di renio o di altri ossidi di renio.

## Struttura
Re2O7 solido cristallizza nel sistema ortorombico, gruppo spaziale P212121, con costanti di reticolo a = 1251 pm b = 1520 pm e c = 545 pm, otto unità di formula per cella elementare. Questa struttura è costituita da doppie catene di ottaedri ReO6 e tetraedri ReO4 alternati. Nella fase gassosa si formano singole molecole Re2O7 costituite da due tetraedri ReO4 con un vertice di ossigeno comune. È isoelettronico di valenza con Mn2O7 e Tc2O7, oltre che con l'anidride perclorica Cl2O7.

## Proprietà
Re2O7 è fortemente igroscopico. In acqua si scioglie formando acido perrenico (del quale costituisce l'anidride), che è incolore in soluzione diluita e diviene giallo chiaro in soluzione concentrata. Re2O7 è solubile anche in alcool etilico, etere dietilico, diossano e piridina.

## Usi
L'ossido di renio(VII) è un intermedio importante nell'isolamento e purificazione del renio metallico. Viene usato come catalizzatore in varie reazioni di chimica organica, tra cui la riduzione di carbonili e ammidi. È il materiale di partenza per sintetizzare il catalizzatore metiltriossorenio, CH3ReO3:
{\displaystyle {\ce {Re2O7 + (CH3)4Sn -> CH3ReO3 + (CH3)3SnOReO3}}}